# ثيا إي. سميث
ثيا إي. سميث (بالإنجليزية: Thea E. Smith)‏ (1954، واشنطن العاصمة في الولايات المتحدة)؛ روائية أمريكية.